# Anna Odell
Anna Carolina Odell (Estocolmo, 3 de octubre de 1973) es una artista y directora de cine sueca. Ganó dos premios Guldbagge en 2014, por su película Återträffen («El reencuentro») en las categorías de «Mejor película» y «Mejor guión».
En 2009, su película Okänd, kvinna 2009-349701 recibió gran atención en los medios luego de que ella fingiera y grabara un intento de suicidio en Estocolmo, como parte de su película. Dos películas en las que ha estado involucrada (Återträffen y Amalimbo) han sido nominadas y se presentaron en el Festival de Cine de Venecia.

## Estudios
Odell estudió en el Gerlesborgsschool en Tanum, en la Universidad de Artes, Oficios y Diseño Konstfack y en el Kungliga Konsthögskolan en Estocolmo.

## Carrera y controversia
La película Okänd, kvinna 2009-349701 («Desconocido, mujer 2009-349701») fue parte de su trabajo como estudiante en la Konstfack. La película fue parte de la exposición de la Konstfack en 2009 y también se mostró el mismo año en el Kalmars Konstmuseum. El filme recreó la crisis nerviosa que la propia Odell tuvo en 1995, y no lo hizo como una terapia, sino que para demostrar las estructuras de poder que existen dentro de la atención de salud y la mirada que tiene la sociedad sueca sobre las enfermedades psicológicas.
La grabación de la película no estuvo exenta de controversias. El 21 de enero de 2009, Odell fingió su propio intento de suicidio, además de una psicosis y crisis nerviosa, en Liljeholmsbron, un barrio de Estocolmo. Fue llevada a la sala de urgencias psiquiátricas del Hospital de San Göran en la misma ciudad. Al día siguiente reveló al personal médico que su enfermedad mental era un fingimiento para la película.
Las acciones de Odell fueron criticadas por David Eberhard, entonces jefe del hospital. También fue criticada por utilizar recursos del hospital destinados a personas con enfermedades mentales reales que buscaron ayuda esa misma noche. Fue acusada de resistencia violenta al arresto policial, y por crear una alarma falsa. El tribunal la declaró culpable y le impuso una multa de 2500 coronas. La sentencia fue reducida ya que los tribunales creían que sus acciones no tenían intencionalidad delictiva. Odell no apeló la sentencia.
En 2013 hizo su debut como directora con la película El reencuentro. La película aborda los temas del bullying, las estructuras de poder en la sociedad y las jerarquías poco sanas en las escuelas. Odell aportó muchas de sus propias experiencias durante el tiempo de la escuela, y también las experiencias de su reencuentro con sus compañeros. La película tuvo su estreno en el Festival Internacional de Cine de Venecia ese mismo año, y fue estrenada en Suecia el 15 de noviembre de 2013, recibiendo críticas positivas. Återträffen ganó dos premios Guldbagge por Mejor película y Mejor guion.
En 2016 hizo un papel de doblaje en el cortometraje animado Amalimbo de Juan Pablo Libossart. La película fue nominada en la categoría de cortometraje en Festival de Venecia de 2016.
En 2018 Odell dirigirá y será la protagonista de la película Anna Odell Untitled, junto con las coestrellas Mikael Persbrandt y Shanti Roney. La película será filmada en Trollhättan.

## Filmografía
- 2009: Okänd, kvinna 2009-349701
- 2013: La reunión

## Premios y reconocimientos
Festival Internacional de Cine de Venecia
| Año  | Categoría       | Película   | Resultado |
| ---- | --------------- | ---------- | --------- |
| 2013 | Premio FIPRESCI | La reunión | Ganador   |